# بلوزرسک
شهر بلوزرسک (به روسی: Белозерск) در کشور روسیه و در اوبلاست ولوگدا واقع شده‌است.